# Georgsbrücke (Meiningen)
Die Georgsbrücke in Meiningen überspannt den Fluss Werra und gilt als die älteste erhaltene nach dem „System Melan“ gebaute Stahlbetonbrücke in Deutschland. Die Straßenbrücke verbindet das Stadtzentrum mit dem Stadtteil West und man gelangt über diese vom südlichen Teil des Schlossparks zum Landschaftspark Herrenberg. Ingenieur des Bauwerks war der herzogliche Oberbaurat für Wasser- und Straßenbau Eduard Fritze. Der ursprüngliche Name der Brücke lautete Herzog-Georg-Brücke – nach Herzog Georg II. von Sachsen-Meiningen.

## Bauwerk
Die Georgsbrücke ist eine Stahlbeton-Bogenbrücke mit 40 m Spannweite bei 3,70 m Pfeilhöhe und einer Gesamtlänge von 63 m. Ihre Breite beträgt 8 m. Die Fahrbahn ist 4,60 m breit, beidseitig flankiert von 1,70 m breiten Fußwegen. Die Bogenkonstruktion besteht aus mit Beton umhüllten eisernen Fachwerk-Trägern („System Melan“, nach dem österreichischen Bauingenieur Joseph Melan). Die Fundamente haben eine Länge von 11,50 m und eine Breite von 7,50 m. Das Geländer wurde im Stil des Historismus aus Kalksteindollen gefertigt.
Zum Schutz der Brücke und wegen der geringen Fahrbahnbreite erfolgt der Verkehr in einer beidseitigen Einbahnstraßenregelung, gesteuert von einer Ampelanlage. Die Georgsbrücke steht unter Denkmalschutz.

## Geschichte
Die Georgsbrücke wurde 1899 als zweite nach dem „System Melan“ konstruierte Stahlbeton-Brücke Deutschlands errichtet. Die erste Brücke dieser Art erbaute man im ostpreußischen Königsberg, wo sie aber bei einem Belastungstest zusammenbrach.
Der Ingenieur Eduard Fritze ließ die Brücke wenige Meter flussabwärts neben einer ehemaligen hölzernen Brücke errichten, die während des schweren Werrahochwassers vom 25. November 1890 zerstört wurde. Die Bauausführung erfolgte durch die Bauunternehmung B. Liebold & Co. mit Sitz in Holzminden. Um eine hohe Durchlassfähigkeit der neuen Brücke bei Hochwasser zu gewährleisten, setzte Fritze die Brückenfundamente auf künstlich erhöhte Uferdämme. Baubeginn war im Juli 1899, fertiggestellt im November 1899 wurde die Brücke am 17. Dezember 1899 bauseitig übergeben. Zuvor führte man einen Belastungstest mit mehreren mit Felsgestein überladenen Ochsengespannen durch.
Die offizielle Verkehrsfreigabe fand am 22. Dezember 1899 statt. 1975 wurden erste Instandhaltungsarbeiten durchgeführt. Eine Generalsanierung erfuhr die Georgsbrücke von 1988 bis 1990 durch den Brückenbau Geisa.